# Crypsotidia inquirenda
Espèce
Crypsotidia inquirenda est une espèce de lépidoptères (papillons) de la famille des Erebidae. On la trouve en Afrique, notamment en Tanzanie, en Zambie, au Zimbabwe et en Afrique du Sud,,.